# 區域 (數學)

## 内点与开集
设E是平面上的一个点集，P是平面上的一个点，如果存在点P的某一邻域，里面所有点都在E内，则称P为E的内点。如果点集E的点都是内点，则称E为开集。

## 边界
如点P的任意邻域内既有属于E的点也有不属于E的点（点P本身可以属于E，也可以不属于E），则称P为E的边界点。E的边界点的全体称为E的边界。

## 连通性
设D是开集，如果对于D内任何两点，都可用折线联结起来且该折线上的点都属于D，则称开集D是道路连通的。

## 开区域与闭区域
连通的开集称为区域或开区域．
例如：{\displaystyle \{(x,y)|1<x^{2}+y^{2}<4\}}
开区域同他的边界一起称为闭区域。
例如：{\displaystyle \{(x,y)|1\leq x^{2}+y^{2}\leq 4\}}
对于点集E如果存在正数K，使一切点{\displaystyle P\in E}与某一点A的距离{\displaystyle \left|AP\right|}不超过K，即{\displaystyle \left|AP\right|\leq K}对一切{\displaystyle P\in E}成立，则称E为有界点集，否则称为无界点集。
例如：{\displaystyle \{(x,y)|1\leq x^{2}+y^{2}\leq 4\}}为有界闭区域。{\displaystyle \{(x,y)|x+y>0\}}为无界开区域。